# Денні Кей
Денні Кей (справжнє ім'я: Девід Деніел Камінський; *18 січня 1911, Бруклін, Нью-Йорк—†3 березня 1987, Лос-Анджелес) — комедіант.

## Біографія
Народився 1911 року в Брукліні, у сім'ї єврейських імігрантів українського походження Якова і Клари Камінських.
Амплуа Д. Кея — комедіант. Актор активно працював у ЮНІСЕФі (був справжнім послом у світ дітей). Коли ЮНІСЕФ вручали Нобелівську премію миру, одержував її саме Д. Кей.
Серед відзнак Д. Кея, зокрема, премії Пібоді та Еммі.

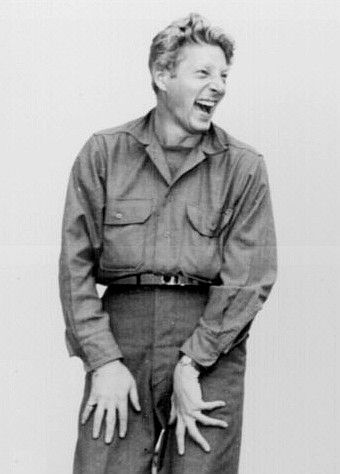
Денні Кей, 25 жовтня 1945

## Фільмографія
- 1949: «Ревізор» — Григорій
- 1954 : «Світле Різдво» / (White Christmas) — Філ Девіс